# العلاقات الأوكرانية الفيتنامية
العلاقات الأوكرانية الفيتنامية هي العلاقات الثنائية التي تجمع بين أوكرانيا وفيتنام.

## مقارنة بين البلدين
هذه مقارنة عامة ومرجعية للدولتين:
| وجه المقارنة                                              | أوكرانيا                                   | فيتنام           |
| --------------------------------------------------------- | ------------------------------------------ | ---------------- |
| المساحة (كم2)                                             | 603.63 ألف                                 | 331.69 ألف       |
| عدد السكان (نسمة)                                         | 45.55 مليون                                | 94.66 مليون      |
| الكثافة السكانية (ن./كم²)                                 | 75.46                                      | 285.39           |
| العاصمة                                                   | كييف                                       | هانوي            |
| اللغة الرسمية                                             | اللغة الأوكرانية                           | اللغة الفيتنامية |
| العملة                                                    | هريفنا أوكرانية، كاربوفانيتس، روبل سوفييتي | دونغ فيتنامي     |
| الناتج المحلي الإجمالي (بليون دولار)                      | 112.15 مليار                               | 234.19 مليار     |
| الناتج المحلي الإجمالي (تعادل القوة الشرائية) بليون دولار | 352.98 مليار                               | 553.42 مليار     |
| الناتج المحلي الإجمالي الاسمي للفرد دولار أمريكي          | 2.11 ألف                                   | 2.48 ألف         |
| الناتج المحلي الإجمالي للفرد دولار أمريكي                 | 8.66 ألف                                   | 5.63 ألف         |
| مؤشر التنمية البشرية                                      | 0.747                                      | 0.666            |
| رمز المكالمات الدولي                                      | +380                                       | +84              |
| رمز الإنترنت                                              | .ua، .укр ‏                                 | .vn              |
| المنطقة الزمنية                                           | ت ع م+02:00، ت ع م+03:00، توقيت شرق أوروبا | ت ع م+07:00      |

## مدن متوأمة
في ما يلي قائمة باتفاقيات التوأمة بين مدن أوكرانية وفيتنامية:
- ترتبط كييف مع هانوي باتفاقية توأمة منذ 1995.[14][15][16][14]

## منظمات دولية مشتركة
يشترك البلدان في عضوية مجموعة من المنظمات الدولية، منها:
| علم المنظمة | اسم المنظمة                        | تاريخ انضمام أوكرانيا | تاريخ انضمام فيتنام |
| ----------- | ---------------------------------- | --------------------- | ------------------- |
|             | مؤسسة التنمية الدولية              | 27 مايو 2004          | 24 سبتمبر 1960      |
|             | يونسكو                             | 12 مايو 1954          | 6 يوليو 1951        |
|             | وكالة ضمان الاستثمار متعدد الأطراف | 19 يوليو 1994         | 5 أكتوبر 1994       |
|             | الأمم المتحدة                      | 24 أكتوبر 1945        | 20 سبتمبر 1977      |
|             | الفريق المعني برصد الأرض           | ?                     | ?                   |
|             | الاتحاد البريدي العالمي            | ?                     | ?                   |
|             | البنك الدولي للإنشاء والتعمير      | 3 سبتمبر 1992         | 21 سبتمبر 1956      |
|             | المنظمة الهيدروغرافية الدولية      | ?                     | ?                   |
|             | الاتحاد الدولي للاتصالات           | 7 مايو 1947           | 24 سبتمبر 1951      |
|             | منظمة حظر الأسلحة الكيميائية       | ?                     | ?                   |
|             | مؤسسة التمويل الدولية              | 18 أكتوبر 1993        | 4 أغسطس 1967        |
|             | منظمة التجارة العالمية             | 16 مايو 2008          | 11 يناير 2007       |
|             | منظمة الشرطة الجنائية الدولية      | ?                     | ?                   |

## وصلات خارجية
- موقع وزارة الخارجية الأوكرانية
- موقع وزارة الخارجية الفيتنامية